# 迈扎央
迈扎央是缅甸克钦邦的一个边境小镇，该镇位于中缅边境，与中国云南省陇川县章凤镇接壤，属于克钦独立军控制区域。

## 经济
2000年，克钦独立组织宣布博彩业为合法行业后，在博彩业的支撑下，迈扎央成为中缅边境上的第三大赌城。中国人跨境参与赌博活动而引发的暴力事件时有发生，2009年，中缅两方的协调下，当地宣布解散此前在迈扎央负责管理各赌场的经委会，其境内的赌场亦被勒令关闭。

## 教育
近年来，该地区积极发展教育，该镇已成为克钦独立组织的教育中心，该组织在迈扎央建立了多所正式学校，包括基础教育和高等教育。已建成文理学院和联邦法学院和迈扎央民族教育学院等4所高等院校。
虽该地区努力发展高等教育，但4所高等院校均独立于国家教育体系以外，这些学校获得的文凭不被缅甸政府认可。